# この世界を誰にも語らせないように
『この世界を誰にも語らせないように』（このせかいをだれにもかたらせないように）は、石川智晶の3枚目（別名義との通算4枚目）のオリジナル・アルバム。2012年4月25日にビクターエンタテインメントから発売された。
1. ASIN: B007BHFVAE
2. 規格品番:VTCL-60293

## 収録曲
（全曲 作詞・作曲：石川智晶、編曲：西田マサラ）
1. TW [5:39]
  - タイトルは「THIS WORLD」の頭文字をくっつけたもの。
2. The Giving Tree [5:25]
  - PSPゲーム「幻想水滸伝 紡がれし百年の時」主題歌
3. My book [4:41]
4. 不完全燃焼 [4:05]
  - テレビアニメ「神様ドォルズ」オープニング主題歌
5. アンインストール ～僕が最後のパイロットRemix～ [4:06]
6. スイッチが入ったら [4:29]
  - テレビアニメ「神様ドォルズ」エンディング主題歌
7. 逆光 [5:43]
  - PS3/Wiiゲーム「戦国BASARA3」エンディング主題歌
8. インソムニア [4:32]
9. 夏の庭 [5:53]
  - テレビアニメ「神様ドォルズ」挿入歌
10. それは紛れもなく ～選ばれし者のソリチュード～ [5:42]
11. 涙腺 [5:58]
  - テレビアニメ「戦国BASARA弐」エンディング主題歌
12. もう何も怖くない、怖くはない [5:30]
  - 映画「劇場版 機動戦士ガンダム00 -A wakening of the Trailblazer-」挿入歌
13. シャーベットスノウ [4:57]